# Division d'Honneur 1907-08
La Primera División de Bélgica 1907/08 fue la 13.ª temporada de la máxima competición futbolística en Bélgica.

## Tabla de posiciones
| Pos | Equipo                    | PJ | PG | PE | PP | GF | GC | Pts | DG  |
| --- | ------------------------- | -- | -- | -- | -- | -- | -- | --- | --- |
| 1   | Racing Club de Bruxelles  | 18 | 17 | 1  | 0  | 73 | 12 | 35  | +61 |
| 2   | Union Saint-Gilloise      | 18 | 15 | 0  | 3  | 68 | 17 | 30  | +51 |
| 3   | F.C. Brugeois             | 18 | 12 | 2  | 4  | 58 | 26 | 26  | +32 |
| 4   | Beerschot                 | 18 | 9  | 1  | 8  | 41 | 45 | 19  | -4  |
| 5   | Daring Club de Bruxelles  | 18 | 9  | 0  | 9  | 58 | 35 | 18  | +23 |
| 6   | Antwerp F.C.              | 18 | 8  | 2  | 8  | 30 | 42 | 18  | -12 |
| 7   | F.C. Liégeois             | 18 | 3  | 3  | 12 | 25 | 57 | 9   | -32 |
| 8   | S.C. Courtraisien         | 18 | 3  | 3  | 12 | 29 | 69 | 9   | -40 |
| 9   | Léopold Club de Bruxelles | 18 | 2  | 4  | 12 | 25 | 70 | 8   | -45 |
| 10  | C.S. Brugeois             | 18 | 2  | 2  | 14 | 23 | 57 | 6   | -34 |

PJ = Partidos jugados; PG = Partidos ganados; PE = Partidos empatados; PP = Partidos perdidos; GF = Goles a favor; GC = Goles en contra; Pts = Puntos; DG = Diferencia de goles